# Alexandra Wilson
Alexandra "Alex" Wilson (10 de noviembre de 1983) es una meteoróloga estadounidense, que trabaja en The Weather Channel, desde 2013. Actualmente coconduce Weather Center Live de lunes a viernes de 15.00 a 18.00.

## Educación
Estudió en la Universidad de Siracusa de Siracusa (Nueva York), graduándose summa cum laude, en mayo de 2006, con un BS en periodismo en emisoras y en marketing. Concurrió a la Universidad Estatal de Pensilvania en State College (Pensilvania), graduándose con distinguidas notas un BS en meteorología en diciembre de 2007. Mientras estuvo en la Penn State, fue becaria de una Beca Joel N. Myers en Meteorología.

## Carrera
Wilson comenzó su carrera como meteoróloga, tanto en WOWK-TV de Charleston (Virginia Occidental) y en su estación afiliada WVNS-TV en Lewisburg (Virginia Occidental). Antes de trabajar en The Weather Channel, también trabajó como meteoróloga de TV en Fox Carolina, una estación afiliada de Fox para el oeste de Carolina del Norte y la parte norte de Carolina del Sur.
Wilson fue contratada por The Weather Channel en marzo de 2013.

## Honores
- Certificado de "meteoróloga certificada de la American Meteorological Society[4]